# Henry Danger (1.ª temporada)
A primeira temporada de Henry Danger corresponde a 25 episódios produzidos da série de televisão norte-americana Henry Danger. A temporada dá início às primeiras aventuras de Henry (Kid Danger), Ray (Capitão Man), Charlotte, Jasper e Piper. Foi ao ar pela Nickelodeon no mês de julho de 2014 nos Estados Unidos e no mês de janeiro de 2015 no Brasil.

## Produção
A temporada foi gravada entre os meses de julho de 2014 e maio de 2015; foi exibida nos mesmos mêses nos Estados Unidos. Estreou com o episódio "Que Começe o Perigo". O episódio foi visto por 1,94 milhões de espectadores.

## Sequência de Abertura
Na abertura da série é tocada o tema da série e vários momentos da turma aparece. No fim é exibida uma cena de Henry e Ray como Kid Danger e Capitão Man subindo em tubos.

## 1.ª temporada (2014-2015)
- As gravações começaram em 2014
- A temporada é composta por 25 episódios.[1]
- Todo o elenco está presente em todos os episódios

| #  | #  | Título | Dirigido por  | Escrito por                        | Exibição original                                                    | Código de produção | Audiência (em milhões) |
| -- | -- | --- | ------------- | ---------------------------------- | -------------------------------------------------------------------- | ------------------ | ---------------------- |
| 1  | 1  | "O Perigo Começa" "The Danger Begins (Primeiro episódio de Henry Danger)"                                                                           | Steve Hoefer  | Dan Schneider Dana Olsen           | 26 de julho de 2014 22 de janeiro de 2015 6 de janeiro de 2015       | 999-60             | 1.94                   |
| 2  | 2  | "Problemas Perigosos" "Mo' Danger, Mo' Problems" | Steve Hoefer  | Dan Schneider Dana Olsen           | 13 de setembro de 2014 23 de fevereiro de 2015 2 de março de 2015    | 103                | 1.57                   |
| 3  | 3  | "O Segredo é Revelado" "The Secret Gets Out" | Steve Hoefer  | Dan Schneider Jake Farrow          | 20 de setembro de 2014 24 de fevereiro de 2015 3 de março de 2015    | 104                | 1.74                   |
| 4  | 4  | "Lágrimas do Besouro Alegre" "Tears of The Jolly Beetle"                                                                                            | Russ Reinsel  | Dan Schneider Christopher J. Nowak | 27 de setembro de 2014 25 de fevereiro de 2015 4 de março de 2015    | 105                | 1.53                   |
| 5  | 5  | "Professor Substituto" "Substitute Teatcher" | Russ Reinsel  | Dan Schneider Dave Malkoff         | 4 de outubro de 2014 26 de fevereiro de 2015 5 de março de 2015      | 106                | 1.79                   |
| 6  | 6  | "Jasper Danger" "Jasper Danger" | Steve Hoefer  | Dan Schneider Dana Olsen           | 18 de outubro de 2014 2 de março de 2015 6 de março de 2015          | 107                | 1.62                   |
| 7  | 7  | "A Pedra Espacial" "The Space Rock" | Russ Reinsel  | Dan Schenider Jake Farrow          | 1 de novembro de 2014 3 de março de 2015 9 de março de 2015          | 108                | 2.19                   |
| 8  | 8  | "O Mistério de Aniversário" "Birthday Girl Down" | Adam Weissman | Dan Schneider Christopher J. Nowak | 8 de novembro de 2014 12 de março de 2015 10 de março de 2015        | 109                | 1.67                   |
| 9  | 9  | "Jogando Demais" "Too Much Game" | Steve Hoefer  | Dan Schneider Dave Malkoff         | 15 de novembro de 2014 4 de março de 2015 11 de março de 2015        | 110                | 2.38                   |
| 10 | 10 | "Henry, o Homem-Fera" "Henry the Man-Beast" | Steve Hoefer  | Dan Schneider Dana Olsen           | 22 de novembro de 2014 5 de março de 2015 12 de março de 2015        | 111                | 2.03                   |
| 11 | 11 | "Brad Invisível" "Invisible Brad" | Steve Hoefer  | Dan Schneider Dave Malkoff         | 10 de janeiro de 2015 9 de março de 2015 13 de março de 2015         | 112                | 1.82                   |
| 12 | 12 | "Alerta de Spoiler" "Spoiler Alert" | Russ Reinsel  | Dan Schneider Christopher J. Nowak | 24 de janeiro de 2015 10 de março de 2015                            | 113                | 1.63                   |
| 13 | 13 | "Vamos Fazer um Assalto" "Let's Make a Steal" | Steve Hoefer  | Dan Schneider Dave Malkoff         | 31 de janeiro de 2015 11 de março de 2015 9 de junho de 2015         | 114                | 1.62                   |
| 14 | 14 | "Super Vulcão" "Super Volcano" | Russ Reinsel  | Dan Schneider Dana Olsen           | 7 de fevereiro de 2015 4 de maio de 2015 10 de junho de 2015         | 115                | 1.62                   |
| 15 | 15 | "Meu Falso Namorado" "My Phony Valentine" | Steve Hoefer  | Dan Schneider Jake Farrow          | 14 de fevereiro de 2015 27 de abril de 2015 11 de junho de 2015      | 116                | 1.84                   |
| 16 | 16 | "Presos na Caverna (BR)" Pensamento de Emergência (PT)" "Caved In"                                                                                  | Nathan Kress  | Dan Schneider Christopher J. Nowak | 28 de fevereiro de 2015 18 de setembro de 2015 2 de novembro de 2015 | 117                | 2.17                   |
| 17 | 17 | "Beijo no Elevador (BR)" Duplo Beijo (PT)" "Elevator Kiss"                                                                                          | Steve Hoefer  | Dan Schneider Dave Malkoff         | 7 de março de 2015 17 de setembro de 2015 3 de novembro de 2015      | 118                | 1.65                   |
| 18 | 18 | "O Homem da Casa" "Man of the House" | Russ Reinsel  | Dan Schneider Dana Olsen           | 14 de março de 2015 16 de setembro de 2015 4 de novembro de 2015     | 119                | 1.76                   |
| 19 | 19 | "Presos no Sonho (BR)" Destruidores de Sonhos (PT)" "Dream Busters"                                                                                 | Adam Weissman | Dan Schneider Jake Farrow          | 21 de março de 2015 15 de setembro de 2015 5 de novembro de 2015     | 120                | 1.38                   |
| 20 | 20 | "De Castigo (BR)" O Castigo (PT)" "Kid Grounded" | Russ Reinsel  | Dan Schneider Christopher J. Nowak | 4 de abril de 2015 14 de setembro de 2015 9 de novembro de 2015      | 121                | 1.58                   |
| 21 | 21 | "Capitão Mané (PT)" "Captain Jerk" | Mike Coron    | Dan Schneider Dave Malkoff         | 11 de abril de 2015 14 de novembro de 2015 10 de novembro de 2015    | 122                | 1.92                   |
| 22 | 22 | "A Armadilha do Balde (PT)" "The Bucket Trap" | Nathan Kress  | Dan Schneider Dana Olsen           | 18 de abril de 2015 21 de novembro de 2015 11 de novembro de 2015    | 123                | 1.42                   |
| 23 | 23 | "Henry e a Garota Má, Parte 1 (BR)" Henry e a Miúda Má, Parte 1 (PT) "Henry & the Bad Girl, Part 1" (Parte 1 do Primeiro Especial de Henry Danger)  | Steve Hoefer  | Dan Schneider Jake Farrow          | 2 de maio de 2015 15 de outubro de 2015 12 de novembro de 2015       | 124                | 1.44                   |
| 24 | 24 | "Henry e a Garota Má, Parte 2 (BR)" Henry e a Miúda Má, Parte 2 (PT)" "Henry & the Bad Girl, Part 2" (Parte 2 do Primeiro Especial de Henry Danger) | Steve Hoefer  | Dan Schneider Dave Malfoff         | 9 de maio de 2015 15 de outubro de 2015 16 de novembro de 2015       | 125                | 1.87                   |
| 25 | 25 | "A Namorada do Jasper" "Jasper's Real Girlfriend"                                                                                                   | David Kendall | Dan Schneider David Malkoff        | 16 de maio de 2015 28 de novembro de 2015 17 de novembro de 2015     | 126                | 1.55                   |